# Tasa de absorción específica
La tasa de absorción específica (en inglés, y comúnmente, SAR, de specific absorption rate) es una medida de la potencia máxima con que un campo electromagnético de radiofrecuencia es absorbido por el tejido vivo, aunque, también se puede referir a la absorción de otras formas de energía por el tejido, incluyendo ultrasonido. Se define como la potencia absorbida por la masa de los tejidos y tiene unidades de vatios por kilogramo (W/kg). Se emplea para frecuencias entre 100 kHz y 100 GHz, es decir, radiación no ionizante, y en particular para teléfonos móviles y resonancia magnética.

## Cálculo
La tasa SAR puede calcularse a partir del campo eléctrico medido dentro del tejido, de acuerdo con la ecuación:
{\displaystyle {\text{SAR}}={\frac {1}{V}}\int _{\textrm {muestra}}{\frac {\sigma (\mathbf {r} )|\mathbf {E} (\mathbf {r} )|^{2}}{\rho (\mathbf {r} )}}d\mathbf {r} }
donde 
{\displaystyle \sigma } es la conductividad eléctrica de la muestra
{\displaystyle E} es la media cuadrática del campo eléctrico
{\displaystyle \rho } es la densidad de la muestra
{\displaystyle V} es el volumen de la muestra

## Medición y reglamentación
El valor de SAR dependerá en gran medida de la forma que tenga la parte del cuerpo expuesta al campo, así como de la ubicación exacta y geometría de la fuente de radiofrecuencia. Por tanto, es necesario hacer pruebas con cada fuente específica (como un teléfono móvil) y en la posición de uso más habitual. El valor que se da para un modelo en particular es el máximo nivel medido en la parte del cuerpo estudiada.
El empleo más común de esta medida se refiere a teléfonos móviles, en cuyo caso el teléfono se ubica junto a la cabeza en la posición de habla más habitual, y se informa del valor SAR para la parte de la cabeza que más energía haya recibido. También puede emplearse para otros dispositivos de radiofrecuencia que se usen cerca del cuerpo, como equipos de manos libres o teléfonos inalámbricos de línea fija.
Algunos gobiernos, basándose en el principio de precaución, han definido límites de seguridad para la exposición máxima a la energía de radiofrecuencia procedente de teléfonos móviles. Estos límites en el SAR máximo que un teléfono móvil puede depositar están destinados a evitar hipotéticos daños relacionados con el incremento de temperatura que esa deposición de potencia pudiera provocar, ya que se recibe en su mayor parte en la cabeza o las extremidades.
- En los Estados Unidos de América, la Comisión Federal de Comunicaciones (FCC) exige que los teléfonos presenten un valor de SAR igual o inferior a 1,6 vatios por Kilogramo (W/kg) medidos en un volumen de 1 gramo de tejido.
- La Unión Europea fija como límite 2 W/kg, promediados en 10 gramos de tejido.

Como límite de exposición para el cuerpo entero, se ha fijado un tope de 0,08 W/kg promediado en toda la masa corporal.
La regulación para la medida del valor SAR y sus máximos admisibles es establecida por la ANSI, IEEE y la ICNIRP.

## Críticas
Numerosos estudios científicos tienden a demostrar la inocuidad de estas ondas a dosis bajas (inferiores a 2 W/kg en 10 g) y concluyen que el riesgo es muy escaso o nulo. Sin embargo, la Agencia Europea de Medio Ambiente, ante la desconfianza de la opinión pública, recomienda aplicar el principio de precaución y, por tanto, reducir los límites de exposición actuales, ya que la aplicación del principio de precaución no implica tener que demostrar científicamente la existencia de un riesgo real sino que puede basarse en la percepción de las personas.

### Consejos de la FCC
En su guía, la FCC después de detallar las limitaciones de los valores SAR, ofrece la siguiente conclusión:

"TODOS los teléfonos móviles deben cumplir la norma de exposición a radiofrecuencia de la FCC, que está fijada en un nivel muy inferior a aquel en el que las pruebas de laboratorio indican, y los expertos médicos y biológicos coinciden en general, que podrían producirse efectos adversos para la salud. Para los usuarios que estén preocupados por la adecuación de esta norma o que deseen reducir aún más su exposición, los medios más eficaces para reducir la exposición son mantener el teléfono móvil alejado de la cabeza o el cuerpo y utilizar un altavoz o un accesorio de manos libres. Por lo general, estas medidas tendrán mucho más impacto en la absorción de energía de RF que la pequeña diferencia de SAR entre teléfonos móviles individuales, que, en cualquier caso, es una comparación poco fiable de la exposición a RF de los consumidores, dadas las variables de uso individual"